# Octobre 1802

## Événements
- 9 octobre : mort de Ferdinand Ier. Le duché de Parme est rattaché à la France[1].

- 20 octobre : la France envahit la Suisse[2].

- 29 octobre au 14 novembre : Napoléon Bonaparte fait un voyage en Normandie.

## Naissances
- 2 octobre : Édouard Ménétries, entomologiste français († 10 avril 1861).
- 25 octobre, Richard Parkes Bonington, peintre britannique († 23 septembre 1828).

## Décès
- 11 octobre : André Michaux, botaniste de terrain, à Tamatave, Madagascar (8 mars 1746).
- 27 octobre : Johann Gottlieb Georgi, chimiste et géographe allemand (° 31 décembre 1729).